# Paracastalia
Paracastalia es un género de escarabajos barrenadores metálicos del orden Coleoptera.

## Especies
- Paracastalia bettoni Waterhouse, 1904
- Paracastalia duvivieri (Kerremans, 1898)
- Paracastalia gebhardti (Hoscheck, 1931)
- Paracastalia inornata (Kerremans, 1906)
- Paracastalia louwi Hohn, 1982
- Paracastalia minima Kerremans, 1905
- Paracastalia plagiata (Kerremans, 1899)
- Paracastalia scholtzi Holm, 1982